# Mount Littlepage
Mount Littlepage är ett berg i Antarktis. Det ligger i Östantarktis. Nya Zeeland gör anspråk på området. Toppen på Mount Littlepage är 2 008 meter över havet.
Terrängen runt Mount Littlepage är kuperad åt sydost, men åt nordväst är den platt. Terrängen runt Mount Littlepage sluttar norrut. Trakten är obefolkad. Det finns inga samhällen i närheten.